# Samuel Afum
Samuel Afum (* 24. prosince 1990, Accra, Ghana) je ghanský fotbalový útočník, který v současnosti působí ve švýcarském klubu Neuchâtel Xamax, kde je na hostování z Young Boys Bern.

## Klubová kariéra
Svoji fotbalovou kariéru začal v ghanském klubu Hearts of Oak SC, kde se stal se 13 góly společně s Bismarkem Idanem nejlepším kanonýrem ghanské Premier League sezóny 2009/10. V létě 2010 odešel do egyptského týmu Smouha SC, kde působil až do ledna 2013.
Poté odešel do švýcarského celku Young Boys Bern. 4. února 2016 odešel na hostování do Neuchâtel Xamax.